# زولاکار
زولاکار (به ارمنی: Զոլաքար) یک شهر در ارمنستان است که در استان گغارکونیک واقع شده‌است.  در  کیلومتری شمال گاوار، مرکز استان گغارکونیک واقع شده است.

## خصوصیات
زولاکار ۶٬۷۷۸ نفر جمعیت دارد و ۱٬۹۹۹ متر بالاتر از سطح دریا واقع شده‌است.  در  کیلومتری شمال گاوار، مرکز استان گغارکونیک واقع شده است.

## نگارخانه

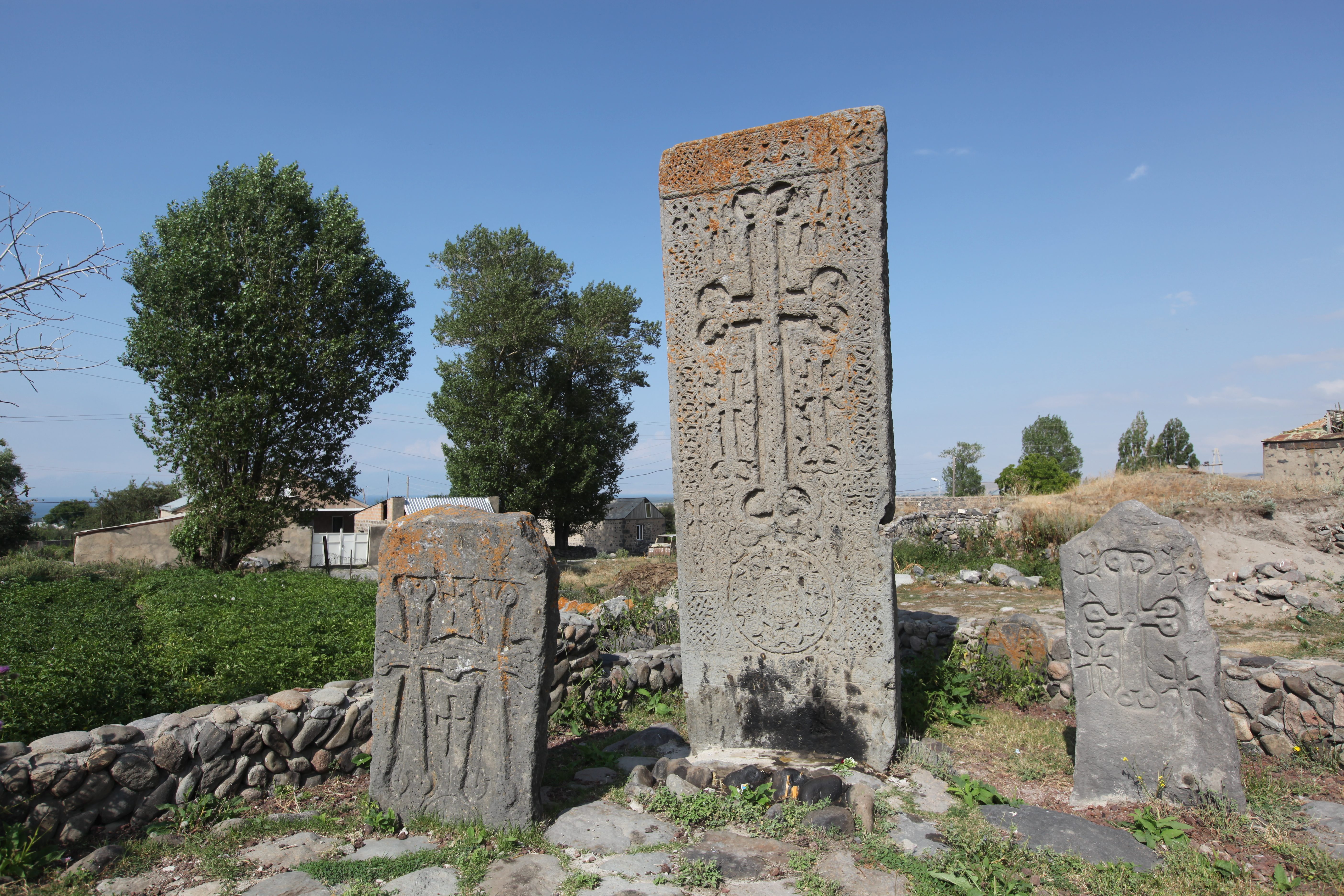